# Udo Schwertmann
Udo Schwertmann (* 25. November 1927 in Stade; † 20. Januar 2016 in Freising) war ein deutscher Bodenkundler. Er wurde besonders bekannt für seine Forschung an Eisenoxiden; das Mineral Schwertmannit ist nach ihm benannt.

## Leben
Nach dem Abitur 1946 absolvierte Schwertmann eine Gärtnerlehre und studierte danach zunächst Gartenbau und dann Chemie in Hannover. 1961 habilitierte er über Tonminerale in Böden und Sedimenten und 1964 wurde er ordentlicher Professor und Direktor des Instituts für Bodenkunde an der TU Berlin. Von 1970 bis zu seiner Emeritierung 1995 hatte er den neugeschaffenen Lehrstuhl für Bodenkunde an der TU München inne.

## Werk
Udo Schwertmann verfasste mehr als 250 Publikationen der Bodenwissenschaften und mehrere Monographien und Handbüchern. Er war Mitautor mehrerer Ausgaben des deutschen Standardlehrbuchs Scheffer/Schachtschabel Lehrbuch der Bodenkunde. Mit The iron oxides verfasste er zusammen mit Rochelle Cornell basierend auf seinen Forschungen zu Bildungsbedingungen und Formen der Eisenoxide in Böden ein weiteres Standardwerk.

## Auszeichnungen
Das Mineral Schwertmannit (eng. Schwertmannite) wurde 1994 nach ihm benannt. Schwertmann ist Fellow der American Society of Agronomy, wurde durch die Clay Minerals Society zum Pioneer in Clay Science ernannt und erhielt 1996 durch die Universität Kiel die Ehrendoktorwürde. Weiterhin war er Träger der Philippe-Duchaufour-Medaille der European Geosciences Union. Im Jahr 1987 wurde er zum Mitglied der Leopoldina gewählt.
Er war Ehrenmitglied der  Deutschen Bodenkundlichen Gesellschaft.

## Belege
- Ingrid Kögel-Knabner 2007: Mitteilungen der Deutschen Bodenkundlichen Gesellschaft: Zum 80. Geburtstag unseres Ehrenmitglieds Prof. Dr. Dr. h.c. Udo Schwertmann, Journal of Plant Nutrition and Soil Science, 170, S. 818–820 (Text als PDF (Memento vom 17. Juni 2009 im Internet Archive))
- EGU Philippe Duchaufour Medal 2005 (Seite nicht mehr abrufbar, festgestellt im August 2019. Suche in Webarchiven)